# Heather Matarazzo
Pour les articles homonymes, voir Matarazzo.
Heather Matarazzo, née le 10 novembre 1982 à Oyster Bay, dans l'État de New York, est une actrice américano-irlandaise.

## Biographie
Heather Matarazzo fait des débuts remarqués au cinéma en 1995 avec le film Bienvenue dans l'âge ingrat de Todd Solondz, pour lequel elle a reçu à l'âge de 12 ans un Independent Spirit Award du meilleur espoir. Le film a remporté le Grand Prix du Jury du meilleur film dramatique au Festival du film de Sundance en 1996.
En 2007, elle apparaît dans la série The L Word dans le rôle de Stacy Merkin, une journaliste lesbienne. Heather Matarazzo est ouvertement lesbienne et a été fiancée à Carolyn Murphy de 2008 jusqu'en 2012,.

## Filmographie

### Cinéma
- 1995 : Bienvenue dans l'âge ingrat (Welcome to the Dollhouse) : Dawn Wiener
- 1997 : Hurricane (ou Hurricane Streets) : Ashley
- 1997 : Arresting Gena de Hannah Weyer : Pam
- 1997 : The Deli : Sabrina
- 1997 : L'Associé du diable (The Devil's Advocate) de Taylor Hackford : Barbara
- 1998 : Les filles font la loi (ou Strike! ou encore The Hairy Bird) : Theresa 'Tweety' Goldberg
- 1998 : Studio 54 (54) : Grace O'Shea
- 1998 : Cuisine américaine (American Cuisine) : Kerry
- 1999 : Getting to Know You : Judith
- 1999 : Penance (court-métrage) : une lycéenne
- 1999 : Cherry : Dottie
- 2000 : Blue Moon : Donna
- 2000 : Scream 3 : Martha Meeks
- 2000 : Company Man : Nora
- 2001 : Princesse malgré elle (The Princess Diaries) : Lilly Moscovitz
- 2002 : Sorority Boys : Katie
- 2003 : The Pink House : Charlotte
- 2004 : Home of Phobia (ou Freshman Orientation) : Jessica
- 2004 : Saved! : Tia
- 2004 : Un mariage de princesse (The Princess Diaries 2: Royal Engagement) : Lilly Moscovitz
- 2005 : Believe In Me : Cindy Butts
- 2007 : Hostel, chapitre II : Lorna
- 2011 : Mangus! : Jessica Simpson
- 2014 : Welcome to the Special People's Club (court-métrage)
- 2015 : Sidewalk Traffic : Freda Rabinowitz
- 2015 : Her Composition : La propriétaire de la galerie
- 2015 : Sisters : Denny
- 2015 : Girl Flu : Lilli
- 2016 : Smothered by Mothers : Annie (post-production)
- 2016 : Culling Hens : la maitresse (post-production)
- 2016 : Are You Afraid of the '90s? (court-métrage) : Jessica (post-production)
- 2018 : Don't Worry, He Won't Get Far on Foot de Gus Van Sant : Shannon
- 2022 : Scream de Tyler Gillett et Matt Bettinelli-Olpin : Martha Meeks

### Télévision
- 1993 : The Adventures of Pete & Pete (série télévisée) : Natasha (saison 1, épisodes 3 et 10)
- 1994 : Squawk Box (série télévisée) : plusieurs rôles
- 1996 : Townies (série télévisée) : Bethany (saison 1, épisodes 6 à 9)
- 1997 : Urgences (série télévisée) : Alyssa Gunther (saison 3, épisode 20)
- 1997 : Roseanne (série télévisée) : Heather (saison 9, 4 épisodes)
- 1998 : New York, police judiciaire (série télévisée) : Stephanie Sutter (saison 8, épisode 20)
- 1999 : Our Guys: Outrage at Glen Ridge : Leslie Faber
- 1999 : Un agent très secret (série télévisée) : Heather Wiseman (22 épisodes)
- 2000 : Strangers with Candy (série télévisée) : Renee (saison 3, épisode 4)
- 2002 : Stage on Screen: The Women : Jane
- 2002 : St. Sass : Margo
- 2006-2009 : Exes & Ohs (série télévisée) : Crutch (8 épisodes)
- 2007 : The L Word (série télévisée) : Stacy Merkin (saison 4, 4 épisodes)
- 2008 : Life on Mars (série télévisée) : June (saison 1, épisode 2)
- 2008 : New York, police judiciaire (série télévisée) : Janice Dunlap (saison 19, épisode 6)
- 2015 : Stalker (série télévisée) : Emily (saison 1, épisode 7)
- 2015 : Raymond & Lane : Révérende Mère (saison 2, épisode 4)
- 2015 : Grey's Anatomy : Joan (saison 11, épisodes 23 et 24)
- 2025 : Mercredi : Judi (saison 2 épisodes 2, 3 et 4)

## Distinctions

### Récompenses
- Film Independent Spirit Awards 1997 : meilleur espoir pour Bienvenue dans l'âge ingrat
- Actors Awards, Los Angeles 2017 : meilleure actrice dans un second rôle pour Smothered by Mothers
- Indie Gathering International Film Festival 2017 : meilleur court métrage expérimental pour The Avant-Gardener - partagée avec Lindsay Katt, Daniel Madoff, Jeremiah Kipp, Carl Byrd et Sergey Kremenskiy
- New York Film Awards 2017 : meilleure actrice dans un second rôle et meilleure distribution dans un court métrage pour The Avant-Gardener - cette dernière partagée avec Shannon Brown, Jim O'Heir, Burt Young, Juliette Bennett, Alice Amter, Chuck Ardezzone, Ken Weichert, Jamie Bernadette, Marilyn Bass, Whitney Kimball Long, William Haze, Carl Rimi, Robert Craighead, Michael Buscemi, Joseph Ferrante, Alison England, Chiko Mendez et Kurt Weichert
- Rhode Island International Film Festival 2017 : meilleur court métrage expérimental pour The Avant-Gardener - partagée avec Lindsay Katt, Daniel Madoff, Jeremiah Kipp et Carl Byrd
- Calcutta International Cult Film Festival 2019 : meilleure productrice pour The Avant-Gardener - partagée avec Lindsay Katt, Jeremiah Kipp et Carl Byrd
- Virgin Spring Cinefest 2019 : Gold Award du meilleur court métrage expérimental pour The Avant-Gardener - partagée avec Lindsay Katt, Daniel Madoff et Carl Byrd

### Nominations
- Chlotrudis Awards 1997 : meilleure actrice pour Bienvenue dans l'âge ingrat
- Satellite Awards 1997 : meilleure actrice dans une comédie ou un film musical pour Bienvenue dans l'âge ingrat
- Young Artist Awards 1997 : meilleure performance pour une jeune actrice dans un rôle principal dans un long métrage pour Bienvenue dans l'âge ingrat
- Online Film & Television Association Awards 1999 : meilleure actrice dans un film ou une mini-série pour Our Guys: Outrage at Glen Ridge
- YoungStar Awards 1999 : meilleure performance pour une jeune actrice dans un film dramatique pour Studio 54
- Saturn Awards 2000 : meilleure actrice dans un second rôle dans une production télévisée de genre pour Un agent très secret
- Young Artist Awards 2000 : meilleure performance pour une jeune actrice dans un second rôle dans une série télévisée dramatique pour Un agent très secret
- YoungStar Awards 2000 : meilleure performance pour une jeune actrice dans une série dramatique pour Un agent très secret
- Fright Meter Awards 2007 : meilleure actrice dans un second rôle pour Hostel, chapitre II
- GenreBlast Film Festival 2018 : meilleure actrice dans un long métrage pour Stuck
- Calcutta International Cult Film Festival 2020 : prix Golden Fox du film expérimental pour The Avant-Gardener - partagée avec Lindsay Katt, Jeremiah Kipp et Carl Byrd

## Voix françaises
| - Dorothée Pousséo dans : - Princesse malgré elle - Un mariage de princesse - Chantal Macé dans : - L'Associé du diable - Un agent très secret (série télévisée) - Olivia Dalric dans : - Scream 3 - Scream | - Chantal Baroin dans (les séries télévisées) : - Life on Mars - Stalker Et aussi - Marie-Christine Robert dans Passe-temps interdit (téléfilm) - Natacha Muller dans Company Man - Bénédicte Bosc dans Hostel, chapitre II - Laurence Sacquet dans The L Word (série télévisée) - Magali Rosenzweig dans Mercredi (série télévisée) |